# الميثال (جحانة)

تعديل مصدري - تعديل

الميثال هي إحدى قرى عزلة اليمانية السفلى بمديرية جحانة التابعة لمحافظة صنعاء، بلغ تعداد سكانها 213 نسمة حسب تعداد اليمن لعام 2004.